# خوان بابلو تورو
خوان بابلو تورو (بالإسبانية: Juan Pablo Toro)‏ (19 أكتوبر 1976 في تشيلي - ) هو مدرب كرة قدم ولاعب كرة قدم تشيلي في مركز الدفاع. لعب مع أونيفرسيداد دي كونسيبسيون ‏.

## وصلات خارجية
- خوان بابلو تورو على موقع قاعدة بيانات كرة القدم.إي يو (الإنجليزية)